# SBB Am 4/4 1001–1002
Die Am 4/4 sind Streckendiesellokomotiven der schweizerischen Bundesbahnen (SBB), die 1939 ausgeliefert wurden. Nach einem Umbau in den Jahren 1963 und 1964 erhielten sie die Bezeichnung Bm 4/4 II. Eine der Lokomotiven, die 18451, wird als betriebsfähige historische Lokomotive erhalten.

## Geschichte
Anfänglich sollten von der Industrie zwei Dieselgepäckwagen gebaut werden, doch infolge der Gewicht-Leistungs-Problematik wurde die Bestellung auf zwei Streckendiesellokomotiven abgeändert. Zusammen mit der Gasturbinenlokomotive SBB Am 4/6 hatten die SBB drei Diesellokomotiven, die für den Einsatz vor Personenzügen konzipiert waren. Die Bm 4/4II besitzen eine elektrische Heizleitung mit 1000 Volt, die allerdings variable Frequenz hat und deswegen nur bei Wagen mit Widerstandsheizung ohne statisches Batterieladegerät verwendet werden kann.
Die Fahrzeuge waren sehr innovativ, auch wenn sie nie nachgebaut wurden. So übernahmen schweizerische Firmen viele Errungenschaften bei später gebauten Lokomotiven. Beispielsweise entspricht das Konzept des Lokomotivkastens und der Drehgestelle schon der neueren SBB RFe 4/4 und SBB Re 4/4I.
Die erste Lokomotive, die Am 4/4 1001, war auf der Landesausstellung 1939 in Zürich zu sehen.

## Technisches

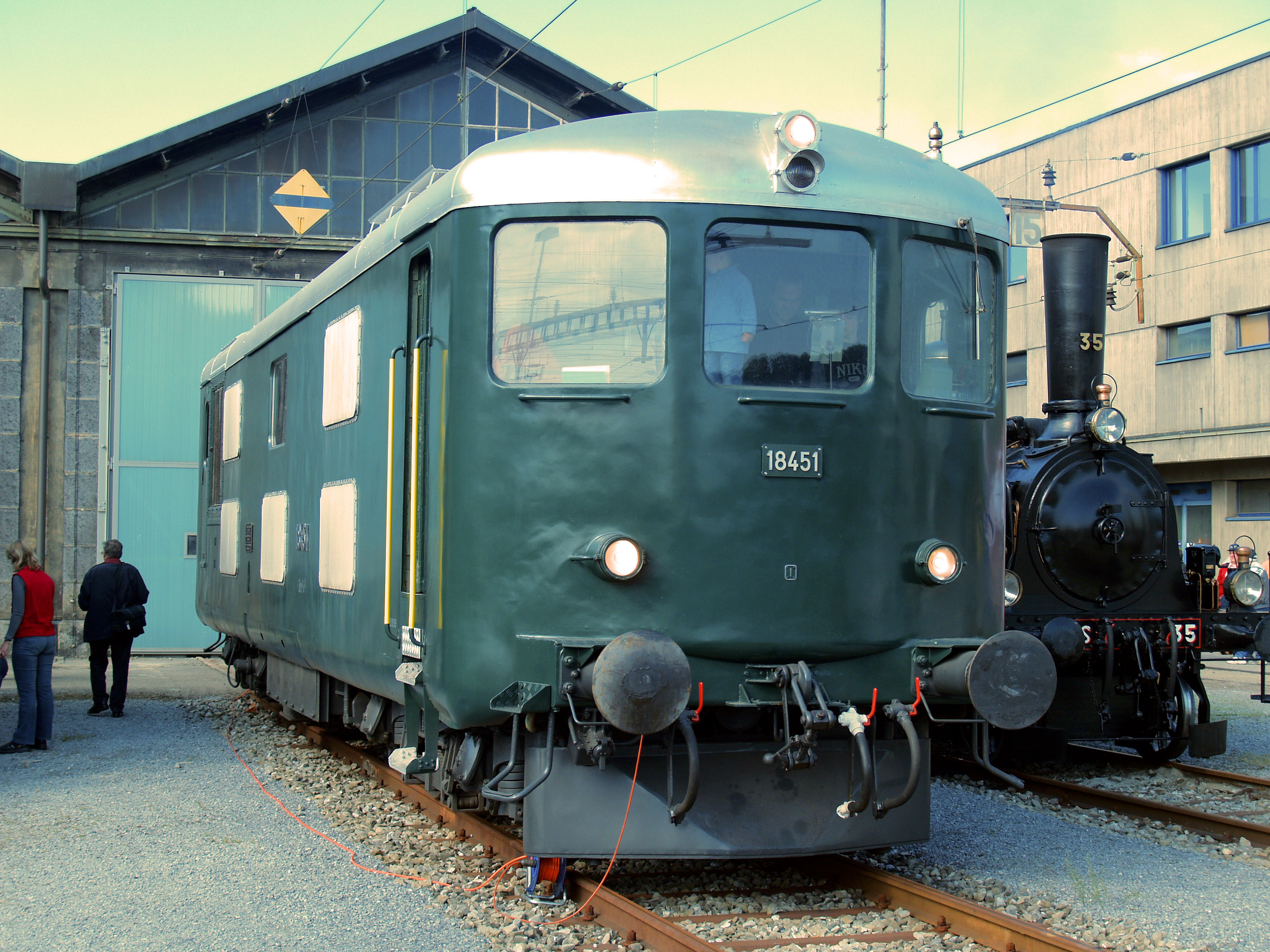
Frontansicht der Bm 4/4^{II}

Der mechanische Teil stammt von der Schweizerischen Lokomotiv- und Maschinenfabrik in Winterthur, wo die Lokomotive auch montiert wurde. Die elektrische Ausrüstung lieferte Brown, Boveri & Cie, den Dieselmotor die Sulzer AG.
Der Lokomotivkasten war selbsttragend und stützte sich auf die beiden Drehgestelle ab. Auf beiden Seiten besass die Lokomotive je einen Führerstand, der eine seitliche Türe in Fahrtrichtung rechts hatte. Beide Führerstände sind mit Türen durch den dazwischen liegenden Maschinenraum miteinander verbunden und können so gewechselt werden.
Bauart und Design des Lokomotivkastens flossen in die Versuchslok Am 4/6 und die 1946 bis 1951 beschaffte leichte Elektrolok Re 4/4I ein.

### Umbau
Die beiden Lokomotiven wurden in der Hauptwerkstätte Zürich umgebaut. Das Getriebe wurde erneuert und mehr auf Zugkraft als auf Geschwindigkeit ausgelegt. So sank die Höchstgeschwindigkeit von 110 km/h auf 75 km/h. Auch installierte die Werkstätte eine Fremdbelüftung für die Fahrmotoren, damit die Lokomotive bei niedrigen Geschwindigkeiten nicht zu heiss werden konnte. Auch wurden in die Seitenwände Düsenlüftergitter eingebaut, wie sie schon bei der Re 4/4I verwendet wurden.
Die 18451 wurde zwischen 1962 und 1963 umgebaut, die 18452 zwischen 1963 und 1964.

## Betrieb

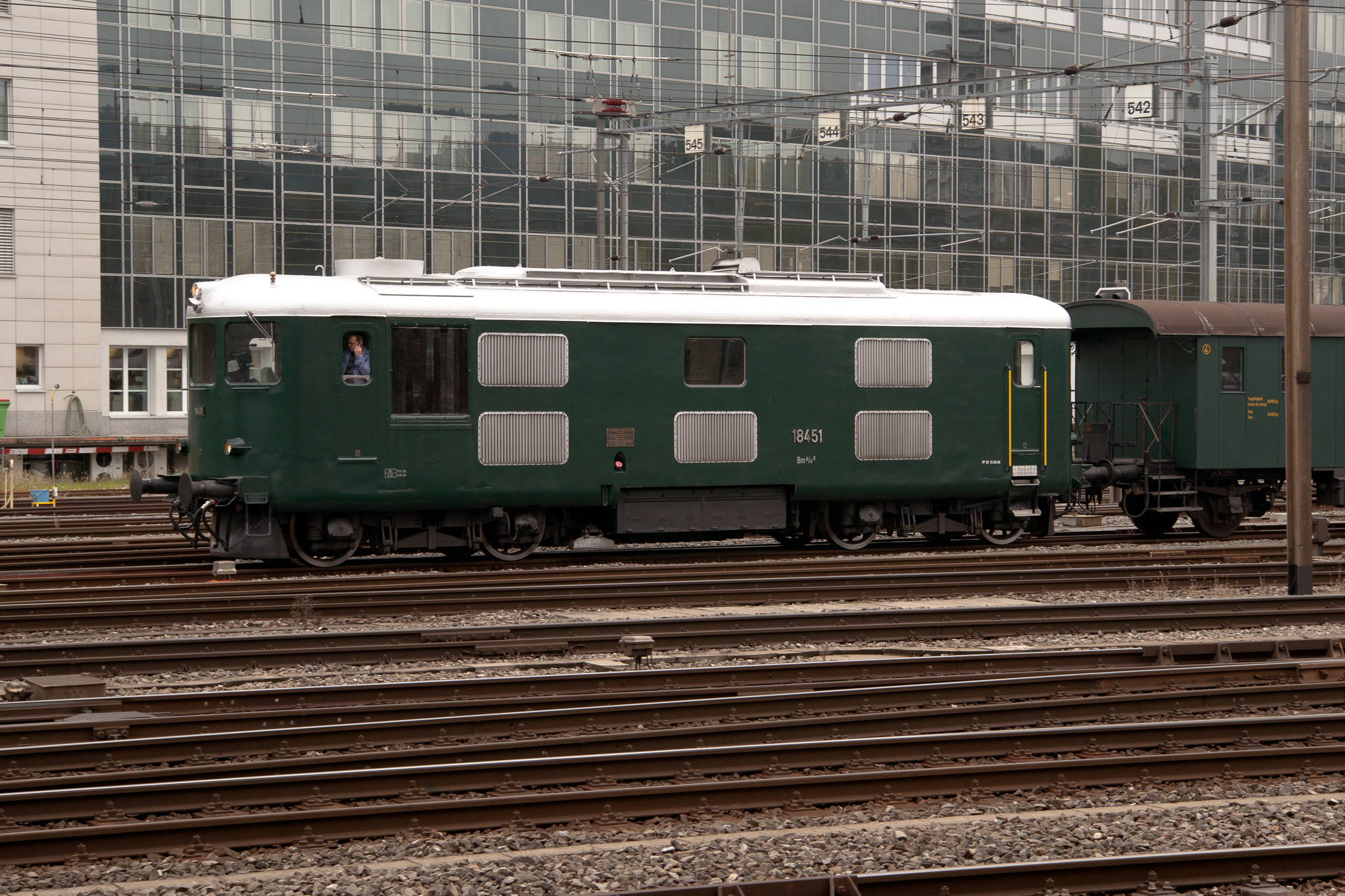
Bm 4/4 18451 im September 2012 in Winterthur

Die Lokomotiven wurden im Zweiten Weltkrieg wegen Treibstoffmangel zeitweise abgestellt. In der aktiven Zeit war normalerweise eine Lokomotive dem Depot Winterthur zugeteilt, während die andere Lokomotive in der Westschweiz verwendet wurde. Anfänglich fuhr diese in Lausanne für die Broye-Linie, danach in Genf als Reservefahrzeug für die Strecke Genf-La Plaine. 1969 wurden beide Lokomotiven dem Depot Winterthur und Olten für die Bespannung des Hilfswagens sowie als thermische Reserve zugeteilt.
Die 18452 wurde 1974 nach Olten versetzt und dort für den Hilfszug eingesetzt. Ende Juli 1990 wurde diese Maschine ausrangiert und abgebrochen.
Die 18451 wurde 1989 zur historischen Lokomotive bestimmt. Sie erhielt 1989 eine R1 in Biel.

## Modell
Die Firma HAG Modelleisenbahnen hat 2007 ein Modell der Lok-Nr. 18451 auf den Markt gebracht. Im Jahr 2013 folgte eine Neuauflage der Modelle der Loks Nr. 18451 und 18452.